# Anousha Nazari
 (février 2025).
 (février 2025).
Anousha Nazari est une chanteuse lyrique mezzo-soprano iranienne née à Sari, Iran,,,.

## Biographie
(février 2025).
Anousha Nazari commence à chanter jeune dans des orchestres locaux avant d’intégrer le Sonata Philharmonic Orchestra & Choir Ensemble (fa),. Elle effectue sa formation musicale au conservatoire, tout en étudiant l'architecture dont elle est diplômée en 2012. Elle remporte le Prix international du Festival de Musique de Téhéran (en), (section chœur), en 2013 et 2014,, et participe à des festivals nationaux et internationaux. En 2014, elle est sélectionnée par l’Orchestre symphonique de Téhéran,, alors sous la direction de Alexander Rahbari (en),.
Installée en France depuis 2016, elle intègre la section chant lyrique du conservatoire à rayonnement régional de Cergy-Pontoise,,,.
Elle interprète par exemple la Danse macabre et Mélodies persanes: Op. 26 : La Brise de Camille Saint-Saëns dans la version pour voix et piano.
À l’occasion des 30 ans de la création de la rédaction et de la Journée internationale de Norouz, à la demande de la RFI, elle a présenté L'Hymne au temple du feu Karkouyeh .
Son premier album Sounds of Ancestors a été produit et publié en mars 2021 par Samuel Jordan Center for Persian Studies & Culture de université de Californie,,,. Dans cet album, elle a interprété des pièces de compositeurs iraniens tels que André Hossein, Morteza Hannaneh, Samin Baghtcheban (en) et M. S. Sharifian (fa).
En avril 2021, elle participe avec 20 artistes venus du monde entier au projet musical 20 Chansons et Berceuses du monde produit et publié par Joyvox Éditions,.
Le deuxième album d'Anousha Nazari, intitulé In Vino Veritas. Hommage à Khayam, a été produit et publié en 2024 par Gondishapour en partenariat avec la Société Nationale des Beaux Arts. Cet album, composé pour chant lyrique, clarinette et piano, rassemble des compositions de quatre compositeurs iraniens—Rouzbeh Rafie, Aso Kohzadi, Basir Faghih Nasiri et Mehdi Panahi—de la nouvelle génération en hommage à Omar Khayyam, le poète du XIe siècle. L'album explore des thèmes tels que le vin, l'amour et la quête de l'instant présent, qui sont centraux dans l'œuvre de Khayyam ,,,.
Elle est la cofondatrice et la directrice artistique de l'Association française loi de 1901 Gondishapour.
Le 26 mars 2022, Anousha Nazari et Sepand Dadbeh, font revivre une histoire d’amour légendaire persane lors d’une performance musicale dans la Cour Khmère du musée national des arts asiatiques - Guimet à Paris,. Cette création lyrique, consacré aux amours persanes de la princesse Shirin et du roi Khosrow, est inspiré des poèmes de Nizami, datant du XIIe siècle,.
En novembre 2022, Anousha Nazari a diffusé une vidéo musicale du morceau L'Eraclito amoroso de Barbara Strozzi.
Le 8 mars 2023, à l'occasion de la Journée internationale des droits des femmes, en solidarité avec les femmes iraniennes, Anousha Nazari présente Toi, mon désir au Théâtre des Champs-Élysées de Paris,,,.
Anousha Nazari, en collaboration avec la pianiste Shani Diluka et la violoncelliste Sonia Wieder-Atherton, ainsi que l'actrice Julie Gayet, a participé à un projet artistique Mèches de feu. Ce projet s'est déroulé le 22 mai 2023 à la Cité de la Musique- Philharmonie de Paris. Il consistait en un concert accompagné d'une lecture de poèmes, organisés en cinq actes. Les performances ont combiné la musique classique avec la poésie de Garous Abdolmalekian,,,,,,.
Anousha Nazari a été membre du jury pour plusieurs institutions, dont la 160ème édition de la Société nationale des Beaux-Arts et le Global Encounters Festival du réseau Aga Khan Development.

## Discographie
- 2021 : Sounds of Ancestors
- 2021 : 20 Chansons et Berceuses du monde
- 2024 : In Vino Veritas. Hommage à Khayam

## Vidéographie
- 2022 : Fire Temple
- 2022 : Torrents d'amour
- 2022 : L'Eraclito amoroso
- 2023 : Toi, mon désir
- 2023 : Krunk
- 2023 : Omaggio a Saadi
- 2023 : Mèches de feu
- 2023 : Freedom
- 2023 : Chandelle de l'aube
- 2023 : Bé Sahra
- 2024 : Flow My Tears
- 2024 : Mélodies Persanes Op. 26: La brise

## Single
- 2022 : Fire Temple (Khosrow & Shirin)
- 2022 : L'Eraclito amoroso
- 2023 : Krunk
- 2023 : Woman, Life, Freedom
- 2023 : Chera
- 2023 : Freedom
- 2023 : Bé Sahra
- 2024 : Flow My Tears
- 2024 : Mélodies Persanes Op. 26: La brise